# Kronsyndikus
Der Kronsyndikus war ein Ratgeber der Krone bzw. des Königs.
„Kronsyndikus“ (auch „Kronsyndicus“, Plural „Kronsyndici“) war der Titel eines angesehenen Rechtsgelehrten, der vom König berufen war, Rechtsangelegenheiten des „Königlichen Hauses“, d. h. des Königs und seiner Familie, zu bearbeiten und den König in Rechtsfragen zu beraten.
In Preußen waren Kronsyndici gemäß der Verordnung wegen Bildung der Ersten Kammer von 1854 (§3) Mitglieder des Herrenhauses (Oberhaus des Landtages) auf Lebenszeit.